# 兰州西站

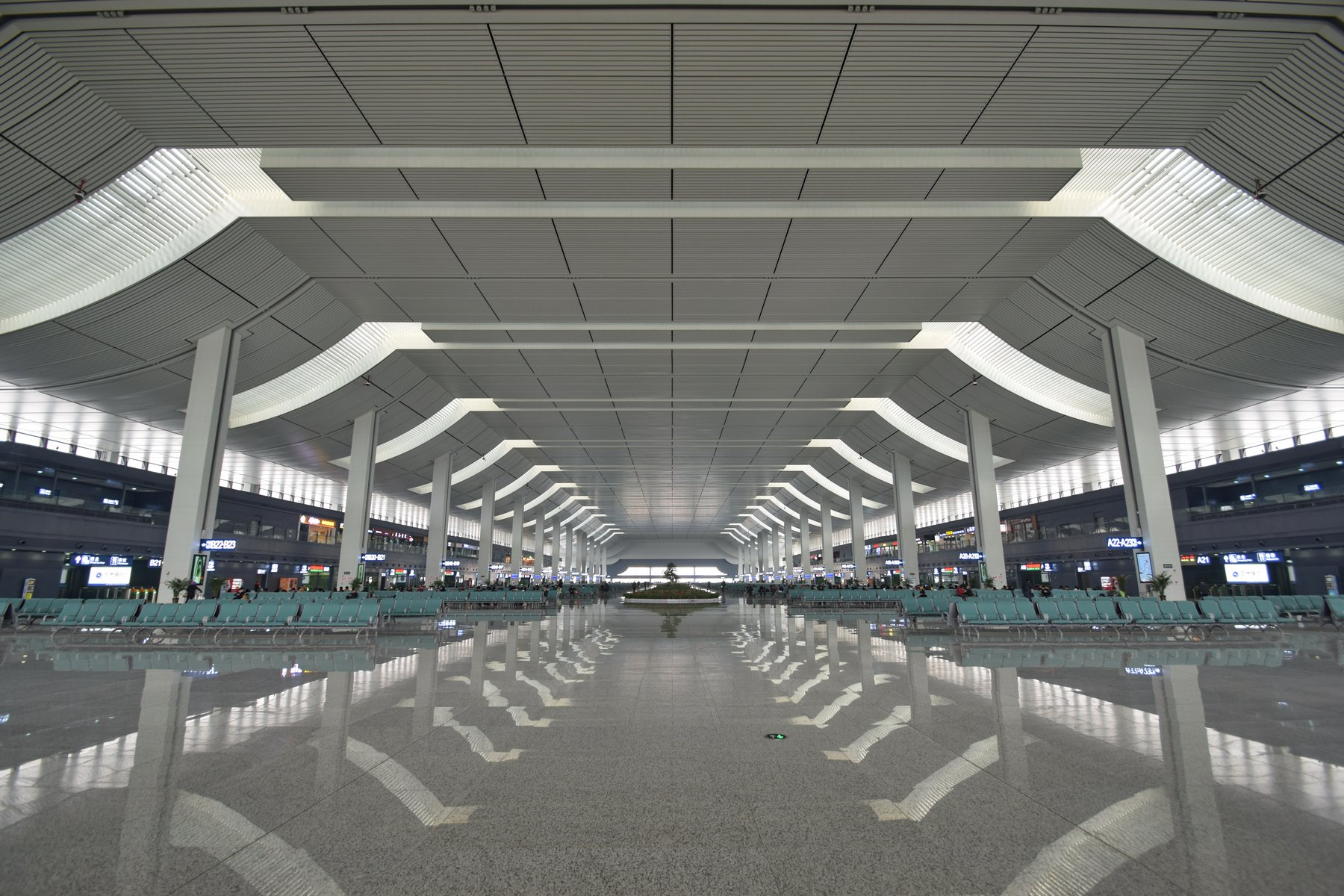
兰州西站候车大厅

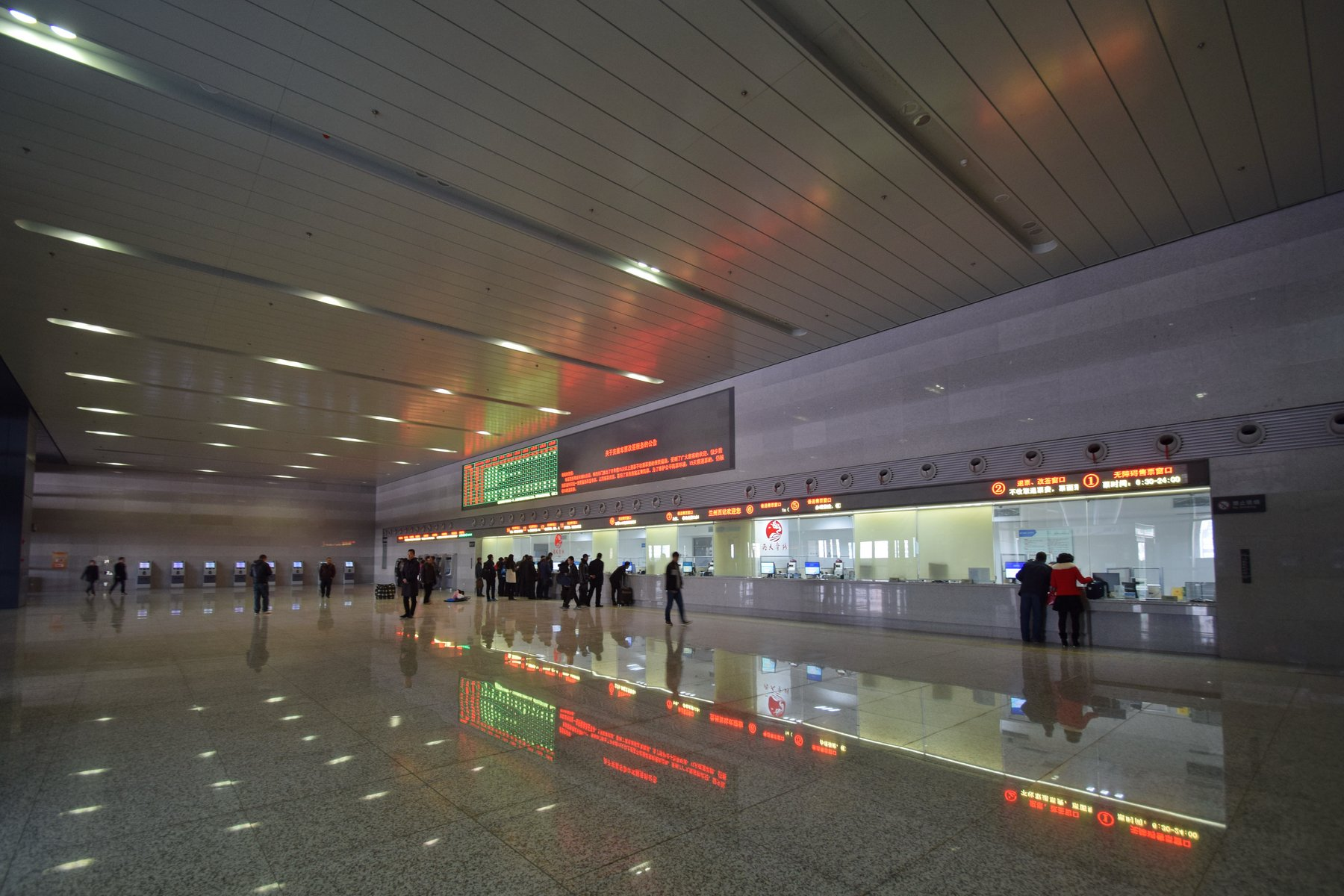
兰州西站售票处

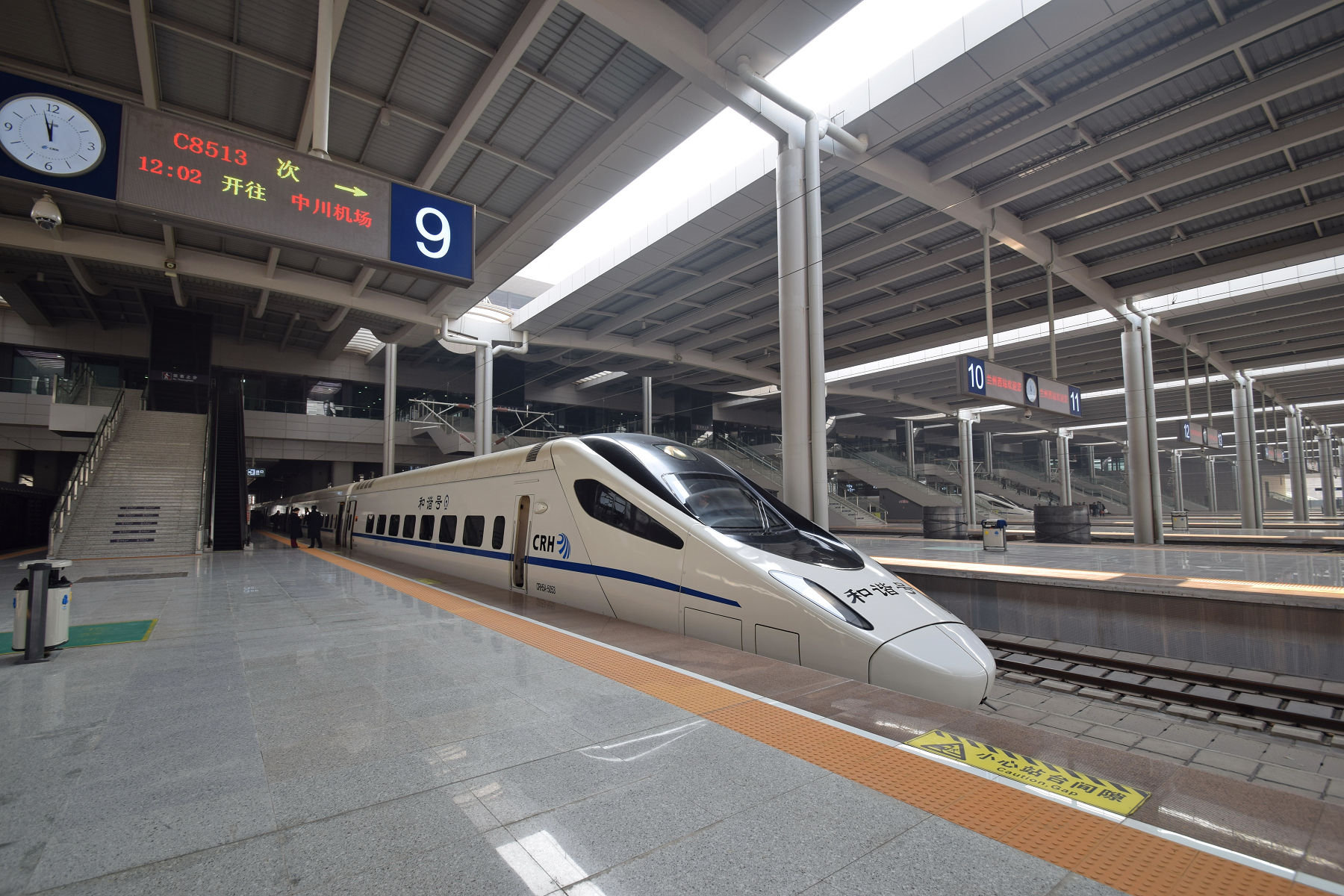
兰中城际铁路和谐号CRH5A型电力动车组停靠在兰州西站

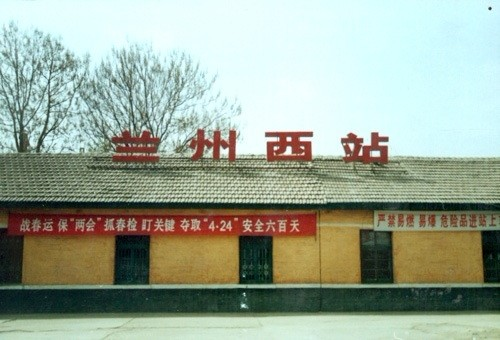
兰州西站老站房

兰州西站位于中国甘肃省兰州市七里河区，经过铁路有兰新线、中川铁路、徐兰高速线、兰新客专线，亦是中国西部最大的路网型客运枢纽站之一。
兰州西站始建于1953年，原为中国西北铁路网中最大的编组站。2013年起，车站开始进行扩建工程，而编组任务改由新建的兰州北站代替。根据兰州市的城市总体规划，兰州西站被定为兰州市“两主一辅”的主客站之一。新站房于2014年12月25日与兰新铁路第二双线同步投入使用。

## 车站结构
2013年，随着兰新铁路第二双线及宝兰客运专线兰州枢纽的开工建设，兰州西站改扩建开工。西站总占地面积68万平方米，站房主体结构为地上2层、地下3层，总建筑面积22万平方米。兰州西站枢纽工程全部完工后，旅客在西站可以实现铁路、公交、兰州地铁1号线、2号线的零距离换乘，届时将成为兰州市最大的交通枢纽中心。
车站设13台26线，其中独立正线2条，到发线24条（含高速场正线2条），包括11个岛式站台和2个侧式站台。站房建筑面积为117000平方米，采用线上高架候车结构，包括南北两个站房和高架站房，并在两侧设置站前高架和落客平台。

### 站场结构
兰州西站站场布置初定为3场15台29线（29站台面29线），后来更改为2场13台26线（24站台面26线）。站台为岛式侧式混合站台，共设有13座独立站台，依据到发线细分为24个站台。由北向南依次是：兰新线与中川铁路动力集中动车组共用普速车场6台11线，同步承担兰新客专线与兰新线上行列车跨线作业；兰新客专线、徐兰高速线、中川铁路动力分散动车组共用高速车场7台13线，同步承担兰新线与兰新客专线下行列车跨线通过作业。

## 旅客列车目的地
截至2017年7月9日，兰州西站共办理图定旅客列车177列，大多数以动车组为主。其他线路开通后，该站始发列车数量会有所增加。

### 始发动车组列车
| 列车所属路局   | 车次                                                                        | 目的地   |
| -------------- | --------------------------------------------------------------------------- | -------- |
| 北京局集团     | G1714                                                                       | 天津西   |
| 广州局集团     | G834                                                                        | 广州南   |
| 广州局集团     | G866                                                                        | 长沙南   |
| 济南局集团     | G1834                                                                       | 济南西   |
| 济南局集团     | G1840                                                                       | 青岛北   |
| 济南局集团     | G2026                                                                       | 郑州东   |
| 兰州局集团     | G438、G4846                                                                 | 北京西   |
| 兰州局集团     | G846                                                                        | 广州南   |
| 兰州局集团     | G3186                                                                       | 南昌西   |
| 兰州局集团     | G1876、G1980                                                                | 杭州东   |
| 兰州局集团     | G2096                                                                       | 青岛北   |
| 兰州局集团     | G2686                                                                       | 威海     |
| 兰州局集团     | G3180、G4522                                                                | 上海虹桥 |
| 兰州局集团     | D55                                                                         | 乌鲁木齐 |
| 兰州局集团     | D752                                                                        | 重庆北   |
| 兰州局集团     | D2568                                                                       | 太原南   |
| 兰州局集团     | D2652、D2660、D2662、D2664、D2666、D2668、D2680、D4062、D4064、D4068        | 西安北   |
| 兰州局集团     | D8931/4、D8939/42、D8957/60                                                 | 银川     |
| 兰州局集团     | D8881/4、D8885/8、D8889/42                                                  | 庆阳     |
| 兰州局集团     | D8943/6                                                                     | 中卫南   |
| 兰州局集团     | D2671、D2741、D2743、D2757                                                  | 嘉峪关南 |
| 兰州局集团     | D2751                                                                       | 玉门     |
| 兰州局集团     | D8912、D8914、D8916、D8918、D8920、D9802、D9804                             | 天水南   |
| 兰州局集团     | C690                                                                        | 陇南     |
| 兰州局集团     | C690                                                                        | 姚渡     |
| 兰州局集团     | D2749、D2751                                                                | 敦煌     |
| 兰州局集团     | D8922、D8924、D9804                                                         | 东岔     |
| 南昌局集团     | G642                                                                        | 南昌西   |
| 南昌局集团     | G1904                                                                       | 福州     |
| 青藏集团       | D2721、D2723                                                                | 西宁     |
| 上海局集团     | 经徐兰高速、京沪高速线：G1972 经徐兰高速、京港高铁、宁蓉、京沪高速线：G3164 | 上海虹桥 |
| 上海局集团     | D312                                                                        | 上海     |
| 太原局集团     | D2566                                                                       | 太原南   |
| 西安局集团     | D2654、D2656、D2658、D2670                                                  | 西安北   |
| 乌鲁木齐局集团 | D2701、D2703                                                                | 乌鲁木齐 |
| 武汉局集团     | G854                                                                        | 武汉     |
| 郑州局集团     | G430                                                                        | 北京西   |
| 郑州局集团     | G2022、G2024、G4290                                                         | 郑州东   |

### 过路列车目的地
| 列车所属路局 | 目的地（绿色表示到该站的列车只有普速列车车次）                                       |
| ------------ | ------------------------------------------------------------------------------------ |
| 兰州局集团   | 敦煌、嘉峪关、嘉峪关南、金昌、兰州、武威、西安北、西宁、银川、张掖、张掖西、中川机场 |
| 青藏集团     | 嘉峪关南、西安北、西宁                                                               |
| 沈阳局集团   | 沈阳                                                                                 |
| 西安局集团   | 太原南、西安北、西宁                                                                 |
| 郑州局集团   | 西宁                                                                                 |

## 交通配套

### 地铁
- 兰州地铁1号线（2019年6月23日通车[8]）：陈官营 - 东岗。
- 兰州地铁2号线（规划中）：园台子 - 雁北路。

### 公共汽车
- 1 兰州西站—兰州车站
- 31 兰州西站—兰州车站
- 35 兰州西站—欣大购物广场
- 53 兰州西站—高新开发区
- 77路区间快车/Q77 兰州西站—西固站
- 88 兰州西站—红艺村
- 108 兰州西站—金城御景园
- 127 兰州西站—天毅汽车城
- 129 兰州西站—汽车南站
- 157 兰州西站—沙井驿
- 606 兰州西站—职教园区公交首末站
- 608 兰州西站—职教园区公交首末站
- 在2017年之前，兰州西高铁站的公交车站名称为"兰州西客站"，而非"兰州西站"。2017年8月起，原“兰州西站”公交站名陆续改为“西站十字”。[9]